# Államok vezetőinek listája 1918-ban
Ezen az oldalon az 1918-ban fennálló államok vezetőinek névsora olvasható földrészek, majd országok szerinti bontásban.

## Európa
- Albánia Olasz Protektorátus (olasz megszállás alatt)
  - Katonai kormányzó –
    1. Adolf Freiherr von Rhemen zu Barensfeld (1916–1918)
    2. Kövess Hermann (1918), Szerbia osztrák-magyar főkormányzója

  - Kormányfő – Turhan Përmeti (1918–1920), lista
- Andorra (parlamentáris társhercegség)
  - Társhercegek
    - Francia társherceg – Raymond Poincaré (1913–1920), lista
    - Episzkopális társherceg – Juan Benlloch i Vivó (1907–1919), lista
- Azerbajdzsán
  -  Azerbajdzsán (el nem ismert állam)
  - 1918. május 28-án kiáltotta ki függetlenségét.
    - Államfő –
      1. Məmməd Əmin Rəsulzadə (1918)
      2. Alimardan Topcsubasov (1918–1920), a Központi Végrehajtó Bizottság elnöke

    - Kormányfő – Fatali Hán Hojszki (1918–1919), a Népi Komisszárok Tanácsa elnöke
    -  Arasz Köztársaság (el nem ismert állam)
    - 1918 decemberében deklarálta függetlenségét.
      - Államfő – Dzsafargulu Hán Nahcsivanszki (1918–1919)

  -  Közép-Kaszpi Diktatúra (el nem ismert állam)
  - 1918. augusztus 1. és szeptember 15. között állt fenn.
    - Államfő – Mihail Szadovszkij (1918)
- Belarusz Népköztársaság (el nem ismert állam)
- 1918. március 25-én deklarálta függetlenségét.
  - Államfő –
    1. Jan Szierada (1918)
    2. Pavel Aljakszjuk (1918)
    3. Joszif Ljoszik (1918), a Központi Végrehajtó Bizottság elnöke

  - Kormányfő –
    1. Jazep Varonka (1918)
    2. Jan Szierada (1918)
    3. Raman Szkirmunt (1918)
    4. Anton Luckevics (1918–1919), a Népi Komisszárok Tanácsa elnöke
- Belgium (monarchia)
  - Uralkodó – I. Albert király (1909–1934)
  - Kormányfő –
    1. Charles de Broqueville (1911–1918)
    2. Gérard Cooreman (1918)
    3. Léon Delacroix (1918–1920), lista
- Bolgár Cárság (monarchia)
  - Uralkodó –
    1. I. Ferdinánd cár (1887–1918)
    2. III. Borisz cár (1918–1943)

  - Kormányfő –
    1. Vaszil Radoszlavov (1913–1918)
    2. Alekszandar Malinov (1918)
    3. Teodor Teodorov (1918–1919), lista
- Csehszlovákia (köztársaság)
- 1918. október 28-án kiáltotta ki függetlenségét.
  - Államfő – Tomáš Garrigue Masaryk (1918–1935), lista
  - Kormányfő – Karel Kramář (1918–1919), lista
- Dánia (monarchia)
  - Uralkodó – X. Keresztély király (1912–1947)
  - Kormányfő – Carl Theodor Zahle (1913–1920), lista
- Egyesült Királyság (parlamentáris monarchia)
  - Uralkodó – V. György Nagy-Britannia királya (1910–1936)
  - Kormányfő – David Lloyd George (1916–1922), lista
- Észtország
  -  Észtország (el nem ismert állam)
  - A Észt Autonóm Önkormányzat 1918. február 24-én nyilvánította ki függetlenségét.
    - Államfő – Konstantin Päts (1918–1919), lista

  -  Naissaar (Nargen Katonái és Erődépítői Tanácsköztársasága) (el nem ismert állam)
  - 1918. február 26-án függetlensége megszűnt.
    - Államfő – Sztyepan Petricsenko (1917–1918)

  -  Észtországi Munkáskommün (el nem ismert állam
  - 1918. november 29-én nyilvánította ki függetlenségét.
    - Államfő – Jaan Anvelt (1918–1919), elnök
- Finnország
  -   Finnország
    - Államfő –
      1. Pehr Evind Svinhufvud (1917–1918), régens
      2. Carl Gustaf Emil von Mannerheim báró (1918–1919), régens, lista

    - Uralkodó – I. Frigyes Károly király (1918)[1]
    - Kormányfő –
      1. Pehr Evind Svinhufvud (1917–1918)
      2. Juho Kusti Paasikivi (1918)
      3. Lauri Ingman (1918–1919), lista

  -  Finn Szocialista Munkás Köztársaság
  - 1918. január 28. és április 25. között volt független.
    - Államfő – Valfrid Perttilä (1918)
    - Kormányfő –
      1. Kullervo Manner (1918)
      2. Otto Wille Kuusinen (1918)
      3. Lauri Letonmäki (1918), ideiglenes
      4. Edvard Gylling (1918), ideiglenes
- Franciaország (köztársaság)
  - Államfő – Raymond Poincaré (1913–1920), lista
  - Kormányfő – Georges Clemenceau (1917–1920), lista
- Georgia (köztársaság)
- 1918. május 26-án deklarálta függetlenségét.
  - Államfő – Noe Zsordania (1918–1919), a Központi Végrehajtó Bizottság elnöke
  - Kormányfő – Noe Zsordania (1918–1921), a Népi Komisszárok Tanácsa elnöke
- Görögország (monarchia)
  - Uralkodó – Sándor király (1917–1920)
  - Kormányfő – Elefthériosz Venizélosz (1917–1920), lista
- Hollandia (monarchia)
  - Uralkodó – Vilma királynő (1890–1948)
  - Miniszterelnök –
    1. Pieter Cort van der Linden (1913–1918)
    2. Charles Ruijs de Beerenbrouck (1918–1925), lista
- Izland (parlamentáris monarchia)
- 1918. december 1-jén nyerte el függetlenségét.
  - Izland miniszter – Jón Magnússon (1917–1922), a Dán Kormány tagja
  - Uralkodó – X. Keresztély (1918–1944)
  - Kormányfő – Jón Magnússon (1917–1922) lista
- Lengyelország (köztársaság)
- A német megszállás alatt álló Lengyel Királyság fokozatosan nyerte el függetlenségét 1918. őszén, és vált Lengyel Köztársasággá.
  - Államfő – Józef Piłsudski (1918–1922), lista
  - Kormányfő –
    1. Jan Kucharzewski (1917–1918)
    2. Antoni Ponikowski (1918)
    3. Jan Kanty Steczkowski (1918)
    4. Józef Świeżyński (1918)
    5. Władysław Wróblewski (1918), ügyvivő
    6. Ignacy Daszyński (1918)
    7. Jędrzej Moraczewski (1918–1919), lista

  -  Komancza (el nem ismert állam)
  - 1918. november 4-én deklarálta függetlenségét.
    - Államfő – Panteleymon Shpylka (1918–1919), a Tanács elnöke

  -  Lemkó Köztársaság (el nem ismert állam)
  - 1918. december 5-én deklarálta függetlenségét.
    - Államfő – Jaroslav Kacmarcyk (1918–1920), elnök

  - Tarnobrzeg (el nem ismert állam)
  - 1918. november 6-án deklarálta függetlenségét.
    - Államfők – Tomasz Dąbal és Eugeniusz Okon (1918–1919)

  -  Zakopane (el nem ismert állam)
  - 1918. október 13-án nyilvánította ki függetlenségét, majd november 16-án beolvadt Lengyelországba.
    - Államfő – Jaroslav Kacmarcyk (1918–1920), Lemko elnöke
- Lettország
  -  Lettország (el nem ismert állam)
  - 1918. november 18-án deklarálta függetlenségét.
    - Államfő – Jānis Čakste (1918–1927), lista
    - Kormányfő – Kārlis Ulmanis (1918–1921), lista

  -  Lett Szocialista Szovjetköztársaság (el nem ismert állam)
  - 1918. december 17-én alapították.
    - Államfő – Pēteris Stučka, lista (1918–1920)
- Liechtenstein (parlamentáris monarchia)
  - Uralkodó – II. János herceg (1859–1929)
  - Kormányfő –
    1. Leopold Freiherr von Imhof (1914–1918)
    2. Martin Ritter (1918)
    3. Karl Aloys (1918–1920), lista
- Litvánia
  -  Litvánia (el nem ismert állam)
  - 1918. február 18-án kiáltotta ki függetlenségét, és a Litván Királyságot 1918. november 2-án váltotta fel Litvánia.
  - Uralkodó – II. Mindaugas király (1918)
  - Államfő – Antanas Smetona (1918–1920), lista
  - Kormányfő –
    1. Augustinas Voldemaras (1918)
    2. Mykolas Sleževičius (1918–1919), lista

  -  Litvániai Szocialista Szovjetköztársaság (el nem ismert állam)
  - 1918. december 16-án alapították.
    - A kommunista párt vezetője – Vincas Mickevičius-Kapsukas (1918–1919)
    - Államfő – Vincas Mickevičius-Kapsukas (1918–1919)
- Luxemburg (monarchia)
  - Uralkodó – Mária Adelaida nagyhercegnő (1912–1919)
  - Kormányfő –
    1. Léon Kauffman (1917–1918)
    2. Émile Reuter (1918–1925), lista
- Magyarország
  -   Magyarország (monarchia)
  - 1918. november 16-án kiáltotta ki függetlenségét
    - Államfő – Károlyi Mihály gróf (1918–1919), ideiglenes, lista
    - Kormányfő – Károlyi Mihály gróf (1918–1919), lista

  -  Bánáti Köztársaság (el nem ismert állam)
  - 1918. október 31-én kiáltotta ki függetlenségét, november 15-én Szerbia megszállta.
    - Államfő – Róth Ottó (1918–1919)
- Moldova (köztársaság)
- 1918. február 6-án nyerte el függetlenségét, majd április 9-én egyesült Romániával.
  - Államfő – Ion Inculeț (1917–1918)
- Monaco (monarchia)
  - Uralkodó – I. Albert herceg (1889–1922)
  - Államminiszter – Georges Jaloustre (1918–1919), ügyvivő, lista
- Montenegró (monarchia)
- Szerbia 1918. november 28-án bekebelezte.
  - Uralkodó – I. Miklós király (1860–1918)[2]
  - Kormányfő – Evgenije Popović (1917–1919), lista
- Német-ausztriai Köztársaság (el nem ismert állam)
- 1918. november 12-én kiáltották ki.
  - Államfő – Franz Dinghofer + Johann Nepomuk Hauser + Karl Seitz (1918–1919), az Államtanács igazgatósága
  - Kormányfő – Karl Renner (1918–1920), lista
- Német Császárság (monarchia)
  - Uralkodó – II. Vilmos császár (1888–1918)
  - Államfő –
    1. Richard Müller + Hans-Georg von Beerfelde + Brutus Molkenbuhr (1918)
    2. Robert Leinert + Max Cohen-Reuss + Hermann Müller (1918–1919), a Központi Tanács elnökei, lista

  - Kancellár –
    1. Georg von Hertling (1917–1918)
    2. Miksa badeni herceg (1918)
    3. Friedrich Ebert (1918–1919), lista
- Norvégia (monarchia)
  - Uralkodó – VII. Haakon király (1905–1957)
  - Kormányfő – Gunnar Knudsen (1913–1920), lista
- Olasz Királyság (monarchia)
  - Uralkodó – III. Viktor Emánuel király (1900–1946)
  - Kormányfő – Vittorio Emanuele Orlando (1917–1919), lista
- Oroszország
  -   Oroszország (el nem ismert állam)
  - Az Orosz Köztársaságot 1918. január 28-án felváltotta az Oroszországi Szovjet Szövetségi Szocialista Köztársaság.
    - Államfő – Jakov Szverdlov (1917–1919), a Tanácsok Összoroszországi Kongresszusa Központi Végrehajtó Bizottsága elnöke
    - Kormányfő – Vlagyimir Iljics Lenin (1917–1924), a Népi Komisszárok Tanácsának elnöke

  -  Összoroszországi Ideiglenes Kormány
    - Államfő –
      1. Nyikolaj Avkszentyijev (1918)
      2. Vaszilij Boldirjev (1918)
      3. Alekszandr Kolcsak (1918–1920)

    - Kormányfő – Pjotr Vologodszkij (1918–1919)
    -  Alas (el nem ismert állam)
      - Államfő – Alikhán Bokejhánov (1917–1920)

    -  Krím (el nem ismert állam)
    - 1918 januárjában felbomlott.
      - Államfő – Noman Çelebicihan (1917–1918)

    -  Don (el nem ismert állam)
      - Államfő –
        1. Alekszej Kaledin (1917–1918)
        2. Anatolij Nazarov (1918)
        3. Pjotr Popov (1918)
        4. Pjotr Krasznov (1918–1919), atamán

    -  Kubán (részben elismert állam)
    - 1918. február 16-án nyilvánította ki függetlenségét.
      - Államfő –
        1. Luka Bics (1917–1918)
        2. Nyikolaj Rjabonov (1918–1919)

    -  Észak-kaukázusi Köztársaság (részben elismert állam)
      - Államfő –
        1. Tapa Csermoeff (1917–1918)
        2. Vasszangiraj Dzsabagi (1918)
        3. Psemaho Kocev (1918–1919)

      - Kormányfő – Tapa Csermoeff (1918–1920)

    -  Volga-Uráli Állam (el nem ismert állam)
    - 1918 végén megszűnt.
      - Államfő – Sadri Maksudi Arsal (1917–1918)
- Osztrák–Magyar Monarchia (monarchia)
- 1918 októberében felbomlott.
  - Uralkodó – IV. Károly király (1916–1918)
  - Kormányfő –
    - Osztrák Császárság
      1. Ernst Seidler von Feuchtenegg (1917–1918)
      2. Max Hussarek von Heinlein báró (1918)
      3. Heinrich Lammasch (1918), lista

    - Magyar Királyság
      1. Wekerle Sándor (1917–1918)
      2. Hadik János gróf (1918), lista
- Örményország (el nem ismert állam)
- 1918. május 28-án kiáltotta ki függetlenségét.
  - Államfő –
    1. Aram Manukjan (1918), ügyvivő
    2. Avetisz Aharonyan (1918)
    3. Avetik Szahakjan (1918–1919), a Népi Komisszári Tanács elnöke

  - Kormányfő – Hovhannesz Kacsaznouni (1918–1919), lista
  -  Karsz Köztársaság (el nem ismert állam)
  - 1918. december 1-jén deklarálta függetlenségét.
    - Államfő – Cihangirzade İbrahim Bey (1918–1919)
- Pápai állam (abszolút monarchia)
  - Uralkodó – XV. Benedek pápa (1914–1922)
- Portugália (köztársaság)
  - Államfő –
    1. Sidónio Pais (1917–1918)
    2. João do Canto e Castro (1918–1919), lista

  - Kormányfő –
    1. Sidónio Pais (1917–1918)
    2. João do Canto e Castro (1918)
    3. João Tamagnini Barbosa (1918–1919), lista
- Román Királyság (monarchia)
  - Uralkodó – I. Ferdinánd király (1914–1927)
  - Kormányfő –
    1. Ion I. C. Brătianu (1914–1918)
    2. Alexandru Averescu (1918)
    3. Alexandru Marghiloman (1918)
    4. Constantin Coandă (1918)
    5. Ion I. C. Brătianu (1918–1919), lista
- San Marino (köztársaság)
  - San Marino régenskapitányai:
    1. Angelo Manzoni Borghesi és Giuseppe Balducci (1917–1918)
    2. Ferruccio Martelli és Ermenegildo Mularoni (1918)
    3. Protogene Belloni és Francesco Morri (1918–1919), régenskapitányok
- Spanyolország (monarchia)
  - Uralkodó – XIII. Alfonz király (1886–1931)
  - Kormányfő –
    1. Manuel García-Prieto (1917–1918)
    2. Antonio Maura (1918)
    3. Manuel García-Prieto (1918)
    4. Álvaro de Figueroa (1918–1919), lista
- Svájc (konföderáció)
  - Szövetségi Tanács:[3]
  - Eduard Müller (1895–1919), Giuseppe Motta (1911–1940), Camille Decoppet (1912–1919), Edmund Schulthess (1912–1935), Felix Calonder (1913–1920), elnök, Gustave Ador (1917–1919), Robert Haab (1917–1929)
- Svédország (parlamentáris monarchia)
  - Uralkodó – V. Gusztáv király (1907–1950)
  - Kormányfő – Nils Edén (1917–1920), lista
- Szerb-Horvát-Szlovén Királyság (monarchia)
- 1918. december 1-jén alakult meg a Szlovén–Horvát–Szerb Állam és a Szerb Királyság egyesülése eredményeként.
  - Uralkodó – I. Péter király (1903–1921)[4]
  - Kormányfő –
    1. Nikola Pašić (1918), ügyvivő
    2. Stojan Protić (1918–1919), miniszterelnök
- Szlovén–Horvát–Szerb Állam (el nem ismert állam)
- 1918. október 29-én deklarálta függetlenségét, majd december 1-jén egyesült a Szerb Királysággal, ezzel létrehozva a Szerb-Horvát-Szlovén Királyságot.
  - Államfő – Anton Korošec (1918)
- Ukrajna
  -  Ukrán Népköztársaság (népköztársaság)
  - 1918. január 22-én deklarálta függetlenségét; 1918. április 29. és december 14. között Ukrán Állam néven működött.
    - Államfő –
      1. Mihailo Hrusevszkij (1917–1918)
      2. Pavlo Szkoropadszkij (1918)
      3. Volodimir Vinnicsenko (1918–1919)

    - Kormányfő –
      1. Volodimir Vinnicsenko (1917–1918)
      2. Vszevolod Holubovics (1918)
      3. Mikola Szahno-Usztimovics (1918)
      4. Mikola Vaszilenko (1918)
      5. Fedir Lizohub (1918)
      6. Szerhij Gerbel (1918)
      7. Volodimir Csehivszkij (1918–1919), miniszterelnök

  -  Nyugat-Ukrán Népköztársaság (el nem ismert állam)
  - 1918. november 1-jén deklarálta függetlenségét.
    - Államfő – Jevhen Petrusevics (1918–1919), a Nyugat-Ukrán Népköztársaság elnöke
      - Kormányfő – Koszt Levicki (1918–1919), a Nyugat-Ukrán Népköztársaság miniszterelnöke

## Afrika
- Dél-afrikai Unió (monarchia)
  - Uralkodó – V. György Nagy-Britannia királya (1910–1936)
  - Főkormányzó – Sydney Buxton (1914–1920), Dél-Afrika kormányát igazgató tisztviselő
  - Kormányfő – Louis Botha (1910–1919), lista
- Dervis Állam (el nem ismert állam)
  - Uralkodó – Mohammed Abdullah Hassan (1896–1920)
- Etiópia (monarchia)
  - Uralkodó – Zauditu császárnő (1916–1930)
  - Régens – Rasz Tafari Makonnen (1916–1930)
  - Kormányfő – Habte Gijorgisz Dinagde (1909–1927), lista
- Libéria (köztársaság)
  - Államfő – Daniel Edward Howard (1912–1920), lista
- Tripolitánia (el nem ismert szakadár állam)
- 1918. november 16-án deklarálta függetlenségét.
  - Államfő – Ahmad Tahír al-Murajjíd (1918–1923), Tripolitánia Központi Reformtanácsa elnöke

## Dél-Amerika
- Argentína (köztársaság)
  - Államfő – Hipólito Yrigoyen (1916–1922), lista
- Bolívia (köztársaság)
  - Államfő – José Gutiérrez (1917–1920), lista
- Brazília (köztársaság)
  - Államfő –
    1. Venceslau Brás (1914–1918)
    2. Delfim Moreira (1918–1919), ügyvivő, lista
- Chile (köztársaság)
  - Államfő – Juan Luis Sanfuentes (1915–1920), lista
- Ecuador (köztársaság)
  - Államfő – Alfredo Baquerizo (1916–1920), lista
- Kolumbia (köztársaság)
  - Államfő –
    1. José Vicente Concha (1914–1918)
    2. Marco Fidel Suárez (1918–1922), lista
- Paraguay (köztársaság)
  - Államfő – Manuel Franco (1916–1919), lista
- Peru (köztársaság)
  - Államfő – José Pardo y Barreda (1915–1919), lista
  - Kormányfő –
    1. Francisco Tudela y Varela (1917–1918)
    2. Germán Arenas Zuñiga (1918–1919), lista
- Uruguay (köztársaság)
  - Államfő – Feliciano Viera (1915–1919), lista
- Venezuela (köztársaság)
  - Államfő – Victorino Márquez Bustillos (1914–1922), ideiglenes, lista

## Észak- és Közép-Amerika
- Amerikai Egyesült Államok (köztársaság)
  - Államfő – Thomas Woodrow Wilson (1913–1921), lista
- Costa Rica (köztársaság)
  - Államfő – Federico Tinoco Granados (1917–1919), lista
- Dominikai Köztársaság (USA megszállás alatt)
  - Kormányzó –
    1. Harry Shepard Knapp (1916–1918)
    2. Ben Hebard Fuller (1918–1919), Santo Domingo kormányzója
- Salvador (köztársaság)
  - Államfő –
    1. Carlos Meléndez (1915–1918)
    2. Alfonso Quiñónez Molina (1918–1919), ügyvivő, lista
- Guatemala (köztársaság)
  - Államfő – Manuel Estrada Cabrera (1898–1920), lista
- Haiti (USA-megszállás alatt)
  - Amerikai képviselő –
    1. John H. Russell, Jr. (1917–1918)
    2. Albertus W. Catlin (1918–1919)

  - Államfő – Philippe Sudré Dartiguenave (1915–1922), lista
- Honduras (köztársaság)
  - Államfő – Francisco Bertrand (1913–1919), lista
- Kanada (parlamentáris monarchia)
  - Uralkodó – V. György király (1910–1936)
  - Főkormányzó – Victor Cavendish (1916–1921), lista
  - Kormányfő – Sir Robert Borden (1911–1920), lista
- Kuba (köztársaság)
  - Államfő – Mario García Menocal (1913–1921), lista
- Mexikó (köztársaság)
  - Államfő – Venustiano Carranza (1914–1920), lista
- Nicaragua (köztársaság)
  - Államfő – Emiliano Chamorro Vargas (1917–1921), lista
- Panama (köztársaság)
  - Államfő –
    1. Ramón Maximiliano Valdés (1916–1918)
    2. Ciro Luis Urriola (1918), ügyvivő
    3. Pedro Antonio Díaz (1918), ügyvivő
    4. Belisario Porras Barahona (1918–1920), lista
- Új-Fundland (monarchia)
  - Uralkodó – V. György király (1910–1936)
  - Kormányzó – Sir Charles Alexander Harris (1917–1922)
  - Kormányfő –
    1. Sir John Crosbie (1917–1918)
    2. Sir William F. Lloyd (1918–1919), lista

## Ázsia
- Afganisztán (monarchia)
  - Uralkodó – Habibullah Kán emír (1901–1919)
- Aszír (idríszida emírség)
  - Uralkodó – Muhammad ibn Ali al-Idríszi (1909–1923), emír
- Buhara
  - Uralkodó – Mohammed Alim kán (1911–1920)
- Dzsebel Sammar (monarchia)
  - Uralkodó – Szaúd bin Abdulazíz (1910–1920), Dzsebel Sammar emírje
- Hidzsáz (el nem ismert állam)
  - Uralkodó – Huszejn ibn Ali király (1908–1924)[5]
- Hiva
  - Uralkodó –
    1. Iszfandijar Dzsurdzsi Bahadur kán (1910–1918)
    2. Szajid Abdullah kán (1918–1920)
- Japán (császárság)
  - Uralkodó – Josihito császár (1912–1926)
  - Kormányfő –
    1. Teraucsi Maszatake (1916–1918)
    2. Hara Takasi (1918–1921), lista
- Jemen (el nem ismert állam)
- Jemen tartomány 1918. október 30-án nyilvánította ki függetlenségét.
  - Uralkodó – Jahia Mohamed Hamidaddin király (1904–1948)
- Kína
  -  Pekingi Kormányzat
    - Államfő –
      1. Feng Kuo-csang (1917–1918)
      2. Csu Si-csang (1918–1922), Kína katonai kormányzatának generalisszimusza

    - Kormányfő –
      1. Vang Si-csen (1917–1918), ügyvivő
      2. Csian Nenk-sun (1918), ügyvivő
      3. Duan Csi-ruj (1918)
      4. Csien Neng-szun (1918–1919), ügyvivő, Kína Államtanácsának ideiglenes elnöke

  -  Mongólia (Kína Pekingi Kormányzata megszállása alatt)
    - Uralkodó – Bogdo kán (1911–1919)
    - Kormányfő – Töksz-Ocsirin Namnanszüren (1912–1919), lista

  -  Nemzeti Kormányzat (köztársaság)
    - Államfő –
      1. Szun Jat-szen (1917–1918)
      2. a Katonai Kormányzat Irányító Bizottsága (1918)
      3. Cen Csün-suan (1918–1920), lista

  -  Tibet (el nem ismert, de facto független állam)
    - Uralkodó – Tubten Gyaco, Dalai láma (1879–1933)
- Maszkat és Omán (abszolút monarchia)
  - Uralkodó – Tajmur szultán (1913–1932)
- Nedzsd és Hasza Emírség (monarchia)
  - Uralkodó – Abdul-Aziz emír (1902–1953)[6]
- Nepál (alkotmányos monarchia)
  - Uralkodó – Tribhuvana király (1911–1950)
  - Kormányfő – Csandra Samser Dzsang Bahadur Rana (1901–1929), lista
- Oszmán Birodalom (monarchia)
  - Uralkodó –
    1. V. Mehmed szultán (1909–1918)
    2. VI. Mehmed szultán (1918–1922)

  - Kormányfő –
    1. Talaat Pasa (1917–1918)
    2. Ahmed Izzet Pasa (1918)
    3. Ahmet Tevfik Pasa (1918–1919), lista
- Perzsia (monarchia)
  - Uralkodó – Ahmad Sah Kadzsar sah (1909–1925)
  - Kormányfő –
    1. Abdol Madzsid Mirza (1917–1918)
    2. Haszán Pirnia (1918)
    3. Szamad Kán Momtaz osz-Szaltaneh (1918)
    4. Haszán Pirnia (1918–1920), lista
- Sziám (parlamentáris monarchia)
  - Uralkodó – Vadzsiravudh király (1910–1925)

## Óceánia
- Ausztrália (parlamentáris monarchia)
  - Uralkodó – V. György Ausztrália királya (1910–1936)
  - Főkormányzó – Sir Ronald Munro Ferguson (1914–1920), lista
  - Kormányfő – Billy Hughes (1915–1923), lista
- Új-Zéland (parlamentáris monarchia)
  - Uralkodó – V. György Új-Zéland királya (1910–1936)
  - Főkormányzó – Arthur Foljambe[7] (1912–1920), lista
  - Kormányfő – William Massey (1912–1925), lista